# Whimple
Whimple – wieś w Anglii, w hrabstwie Devon, w dystrykcie East Devon. Leży 14 km na wschód od miasta Exeter i 241 km na zachód od Londynu. W 2001 miejscowość liczyła 1642 mieszkańców.